# Mühlacker
Mühlacker là một thị trấn nằm ở phía đông huyện Enz, thuộc bang Baden-Württemberg, Đức.